# اچ‌ام‌اس ویپینگهام (ام۲۷۳۹)
اچ‌ام‌اس ویپینگهام (ام۲۷۳۹) (به انگلیسی: HMS Whippingham (M2739)) یک کشتی بود. این کشتی در سال ۱۹۵۴ ساخته شد.